# FA Cup 1953-1954
La FA Cup 1953-1954 fu la 73ª edizione della più antica competizione ad eliminazione diretta del mondo, la coppa nazionale inglese conosciuta come FA Cup. Il West Bromwich Albion vinse per la quarta volta la competizione.

## Calendario
| Turno                           | Data                     |
| ------------------------------- | ------------------------ |
| Turno preliminare               | sabato 12 settembre 1953 |
| Primo turno di qualificazione   | sabato 26 settembre 1953 |
| Secondo turno di qualificazione | sabato 10 ottobre 1953   |
| Terzo turno di qualificazione   | sabato 24 ottobre 1953   |
| Quarto turno di qualificazione  | sabato 7 novembre 1953   |
| Primo turno                     | sabato 21 novembre 1953  |
| Secondo turno                   | sabato 12 dicembre 1953  |
| Terzo turno                     | sabato 9 gennaio 1954    |
| Quarto turno                    | sabato 30 gennaio 1954   |
| Quinto turno                    | sabato 20 febbraio 1954  |
| Sesto turno                     | sabato 13 marzo 1954     |
| Semifinali                      | sabato 27 marzo 1954     |
| Finale                          | sabato 1º maggio 1954    |

## Primo turno
| N°     | Casa                   | Punteggio | Trasferta            | Data             |
| ------ | ---------------------- | --------- | -------------------- | ---------------- |
| 1      | Darlington             | 1-3       | Port Vale            | 21 novembre 1953 |
| 2      | Hastings United        | 1-0       | Guildford City       | 21 novembre 1953 |
| 3      | Bath City              | 0-3       | Walsall              | 21 novembre 1953 |
| 4      | Finchley               | 1-3       | Southend United      | 21 novembre 1953 |
| 5      | Southampton            | 1-1       | Bournemouth          | 21 novembre 1953 |
| Replay | Bournemouth            | 3-1       | Southampton          | 25 novembre 1953 |
| 6      | Weymouth               | 2-0       | Bedford Town         | 21 novembre 1953 |
| 7      | Yeovil Town            | 0-2       | Norwich City         | 21 novembre 1953 |
| 8      | Grimsby Town           | 2-0       | Rochdale             | 21 novembre 1953 |
| 9      | Crewe Alexandra        | 0-0       | Bradford City        | 21 novembre 1953 |
| Replay | Bradford City          | 0-1       | Crewe Alexandra      | 25 novembre 1953 |
| 10     | Gainsborough Trinity   | 1-4       | Chesterfield         | 21 novembre 1953 |
| 11     | Swindon Town           | 2-1       | Newport (IOW)        | 21 novembre 1953 |
| 12     | Ipswich Town           | 4-1       | Reading              | 21 novembre 1953 |
| 13     | Stockport County       | 4-2       | Chester              | 21 novembre 1953 |
| 14     | Queens Park Rangers    | 2-0       | Shrewsbury Town      | 21 novembre 1953 |
| 15     | Barnsley               | 5-2       | York City            | 21 novembre 1953 |
| 16     | Northampton Town       | 3-0       | Llanelli             | 21 novembre 1953 |
| 17     | Harwich & Parkeston    | 2-3       | Headington United    | 21 novembre 1953 |
| 18     | Great Yarmouth Town    | 1-0       | Crystal Palace       | 21 novembre 1953 |
| 19     | Brighton & Hove Albion | 5-1       | Coventry City        | 21 novembre 1953 |
| 20     | Spennymoor United      | 0-3       | Barrow               | 21 novembre 1953 |
| 21     | Hitchin Town           | 1-3       | Peterborough United  | 21 novembre 1953 |
| 22     | Witton Albion          | 4-1       | Nelson               | 21 novembre 1953 |
| 23     | Exeter City            | 1-1       | Hereford United      | 21 novembre 1953 |
| Replay | Hereford United        | 2-0       | Exeter City          | 26 novembre 1953 |
| 24     | Hartlepools United     | 1-1       | Mansfield Town       | 21 novembre 1953 |
| Replay | Mansfield Town         | 0-3       | Hartlepools United   | 25 novembre 1953 |
| 25     | Scunthorpe United      | 9-0       | Boston United        | 21 novembre 1953 |
| 26     | Blyth Spartans         | 0-1       | Accrington Stanley   | 21 novembre 1953 |
| 27     | Halifax Town           | 0-0       | Rhyl                 | 21 novembre 1953 |
| Replay | Rhyl                   | 4-3       | Halifax Town         | 26 novembre 1953 |
| 28     | Southport              | 1-0       | Carlisle United      | 21 novembre 1953 |
| 29     | Selby Town             | 0-2       | Bradford Park Avenue | 21 novembre 1953 |
| 30     | Torquay United         | 1-3       | Bristol City         | 21 novembre 1953 |
| 31     | Workington             | 3-0       | Ferryhill Athletic   | 21 novembre 1953 |
| 32     | Walthamstow Avenue     | 1-0       | Gillingham           | 21 novembre 1953 |
| 33     | Aldershot              | 5-3       | Wellington Town      | 21 novembre 1953 |
| 34     | Horden CW              | 0-1       | Wrexham              | 21 novembre 1953 |
| 35     | Gateshead              | 1-2       | Tranmere Rovers      | 21 novembre 1953 |
| 36     | Wigan Athletic         | 4-0       | Scarborough          | 21 novembre 1953 |
| 37     | Colchester United      | 1-1       | Millwall             | 21 novembre 1953 |
| Replay | Millwall               | 4-0       | Colchester United    | 23 novembre 1953 |
| 38     | Leyton Orient          | 3-0       | Kettering Town       | 21 novembre 1953 |
| 39     | Nuneaton Borough       | 3-0       | Watford              | 21 novembre 1953 |
| 40     | Cambridge United       | 2-2       | Newport County       | 21 novembre 1953 |
| Replay | Newport County         | 1-2       | Cambridge United     | 26 novembre 1953 |

## Secondo turno
| N°     | Casa                   | Punteggio | Trasferta              | Data             |
| ------ | ---------------------- | --------- | ---------------------- | ---------------- |
| 1      | Hastings United        | 4-1       | Swindon Town           | 12 dicembre 1953 |
| 2      | Barrow                 | 5-2       | Great Yarmouth Town    | 12 dicembre 1953 |
| 3      | Walsall                | 3-0       | Crewe Alexandra        | 12 dicembre 1953 |
| 4      | Wrexham                | 1-1       | Brighton & Hove Albion | 12 dicembre 1953 |
| Replay | Brighton & Hove Albion | 1-1       | Wrexham                | 16 dicembre 1953 |
| Replay | Wrexham                | 3-1       | Brighton & Hove Albion | 21 dicembre 1953 |
| 5      | Ipswich Town           | 2-2       | Walthamstow Avenue     | 12 dicembre 1953 |
| Replay | Walthamstow Avenue     | 0-1       | Ipswich Town           | 16 dicembre 1953 |
| 6      | Stockport County       | 2-1       | Workington             | 12 dicembre 1953 |
| 7      | Queens Park Rangers    | 1-1       | Nuneaton Borough       | 12 dicembre 1953 |
| Replay | Nuneaton Borough       | 1-2       | Queens Park Rangers    | 17 dicembre 1953 |
| 8      | Accrington Stanley     | 2-2       | Tranmere Rovers        | 12 dicembre 1953 |
| Replay | Tranmere Rovers        | 5-1       | Accrington Stanley     | 16 dicembre 1953 |
| 9      | Northampton Town       | 1-1       | Hartlepools United     | 12 dicembre 1953 |
| Replay | Hartlepools United     | 1-0       | Northampton Town       | 16 dicembre 1953 |
| 10     | Rhyl                   | 0-3       | Bristol City           | 12 dicembre 1953 |
| 11     | Norwich City           | 2-1       | Barnsley               | 12 dicembre 1953 |
| 12     | Millwall               | 3-3       | Headington United      | 12 dicembre 1953 |
| Replay | Headington United      | 1-0       | Millwall               | 17 dicembre 1953 |
| 13     | Witton Albion          | 1-1       | Grimsby Town           | 12 dicembre 1953 |
| Replay | Grimsby Town           | 6-1       | Witton Albion          | 15 dicembre 1953 |
| 14     | Southend United        | 1-2       | Chesterfield           | 12 dicembre 1953 |
| 15     | Scunthorpe United      | 1-0       | Bournemouth            | 12 dicembre 1953 |
| 16     | Southport              | 1-1       | Port Vale              | 12 dicembre 1953 |
| Replay | Port Vale              | 2-0       | Southport              | 14 dicembre 1953 |
| 17     | Wigan Athletic         | 4-1       | Hereford United        | 12 dicembre 1953 |
| 18     | Peterborough United    | 2-1       | Aldershot              | 12 dicembre 1953 |
| 19     | Leyton Orient          | 4-0       | Weymouth               | 12 dicembre 1953 |
| 20     | Cambridge United       | 1-2       | Bradford Park Avenue   | 12 dicembre 1953 |

## Terzo turno
| N°     | Casa                    | Punteggio | Trasferta           | Data            |
| ------ | ----------------------- | --------- | ------------------- | --------------- |
| 1      | Blackpool               | 1-1       | Luton Town          | 9 gennaio 1954  |
| Replay | Luton Town              | 0-0       | Blackpool           | 13 gennaio 1954 |
| Replay | Blackpool               | 1-1       | Luton Town          | 18 gennaio 1954 |
| Replay | Luton Town              | 0-2       | Blackpool           | 25 gennaio 1954 |
| 2      | Chesterfield            | 2-0       | Bury                | 9 gennaio 1954  |
| 3      | Hastings United         | 3-3       | Norwich City        | 9 gennaio 1954  |
| Replay | Norwich City            | 3-0       | Hastings United     | 13 gennaio 1954 |
| 4      | Barrow                  | 2-2       | Swansea Town        | 9 gennaio 1954  |
| Replay | Swansea Town            | 4-2       | Barrow              | 14 gennaio 1954 |
| 5      | Bristol City            | 1-3       | Rotherham United    | 9 gennaio 1954  |
| 6      | Burnley                 | 5-3       | Manchester United   | 9 gennaio 1954  |
| 7      | Sheffield Wednesday     | 1-1       | Sheffield United    | 9 gennaio 1954  |
| Replay | Sheffield United        | 1-3       | Sheffield Wednesday | 13 gennaio 1954 |
| 8      | Bolton Wanderers        | 1-0       | Liverpool           | 9 gennaio 1954  |
| 9      | Grimsby Town            | 5-5       | Fulham              | 9 gennaio 1954  |
| Replay | Fulham                  | 3-1       | Grimsby Town        | 18 gennaio 1954 |
| 10     | Wolverhampton Wanderers | 1-2       | Birmingham City     | 9 gennaio 1954  |
| 11     | Middlesbrough           | 0-0       | Leicester City      | 9 gennaio 1954  |
| Replay | Leicester City          | 3-2       | Middlesbrough       | 14 gennaio 1954 |
| 12     | West Bromwich Albion    | 1-0       | Chelsea             | 9 gennaio 1954  |
| 13     | Sunderland              | 0-2       | Doncaster Rovers    | 9 gennaio 1954  |
| 14     | Derby County            | 0-2       | Preston North End   | 9 gennaio 1954  |
| 15     | Lincoln City            | 1-1       | Walsall             | 9 gennaio 1954  |
| Replay | Walsall                 | 1-1       | Lincoln City        | 14 gennaio 1954 |
| Replay | Lincoln City            | 2-1       | Walsall             | 18 gennaio 1954 |
| 16     | Everton                 | 2-1       | Notts County        | 9 gennaio 1954  |
| 17     | Wrexham                 | 3-3       | Scunthorpe United   | 9 gennaio 1954  |
| Replay | Scunthorpe United       | 3-1       | Wrexham             | 14 gennaio 1954 |
| 18     | Ipswich Town            | 3-3       | Oldham Athletic     | 9 gennaio 1954  |
| Replay | Oldham Athletic         | 0-1       | Ipswich Town        | 12 gennaio 1954 |
| 19     | Tranmere Rovers         | 2-2       | Leyton Orient       | 9 gennaio 1954  |
| Replay | Leyton Orient           | 4-1       | Tranmere Rovers     | 14 gennaio 1954 |
| 20     | Stockport County        | 0-0       | Headington United   | 9 gennaio 1954  |
| Replay | Headington United       | 1-0       | Stockport County    | 14 gennaio 1954 |
| 21     | Newcastle United        | 2-2       | Wigan Athletic      | 9 gennaio 1954  |
| Replay | Wigan Athletic          | 2-3       | Newcastle United    | 13 gennaio 1954 |
| 22     | Queens Park Rangers     | 0-1       | Port Vale           | 9 gennaio 1954  |
| 23     | Brentford               | 0-0       | Hull City           | 9 gennaio 1954  |
| Replay | Hull City               | 2-2       | Brentford           | 14 gennaio 1954 |
| Replay | Brentford               | 2-5       | Hull City           | 18 gennaio 1954 |
| 24     | Bristol Rovers          | 0-1       | Blackburn           | 9 gennaio 1954  |
| 25     | Portsmouth              | 3-3       | Charlton Athletic   | 9 gennaio 1954  |
| Replay | Charlton Athletic       | 2-3       | Portsmouth          | 14 gennaio 1954 |
| 26     | West Ham United         | 4-0       | Huddersfield Town   | 9 gennaio 1954  |
| 27     | Plymouth Argyle         | 2-0       | Nottingham Forest   | 9 gennaio 1954  |
| 28     | Bradford Park Avenue    | 2-5       | Manchester City     | 9 gennaio 1954  |
| 29     | Cardiff City            | 3-1       | Peterborough United | 9 gennaio 1954  |
| 30     | Arsenal                 | 5-1       | Aston Villa         | 9 gennaio 1954  |
| 31     | Leeds United            | 3-3       | Tottenham Hotspur   | 9 gennaio 1954  |
| Replay | Tottenham Hotspur       | 1-0       | Leeds United        | 13 gennaio 1954 |
| 32     | Stoke City              | 6-2       | Hartlepools United  | 9 gennaio 1954  |

## Quarto turno
| N°     | Casa                 | Punteggio | Trasferta           | Data            |
| ------ | -------------------- | --------- | ------------------- | --------------- |
| 1      | Burnley              | 1-1       | Newcastle United    | 30 gennaio 1954 |
| Replay | Newcastle United     | 1-0       | Burnley             | 3 febbraio 1954 |
| 2      | Blackburn            | 2-2       | Hull City           | 30 gennaio 1954 |
| Replay | Hull City            | 2-1       | Blackburn           | 4 febbraio 1954 |
| 3      | Sheffield Wednesday  | 0-0       | Chesterfield        | 30 gennaio 1954 |
| Replay | Chesterfield         | 2-4       | Sheffield Wednesday | 3 febbraio 1954 |
| 4      | West Bromwich Albion | 4-0       | Rotherham United    | 30 gennaio 1954 |
| 5      | Lincoln City         | 0-2       | Preston North End   | 30 gennaio 1954 |
| 6      | Everton              | 3-0       | Swansea Town        | 30 gennaio 1954 |
| 7      | Ipswich Town         | 1-0       | Birmingham City     | 30 gennaio 1954 |
| 8      | Manchester City      | 0-1       | Tottenham Hotspur   | 30 gennaio 1954 |
| 9      | West Ham United      | 1-1       | Blackpool           | 30 gennaio 1954 |
| Replay | Blackpool            | 3-1       | West Ham United     | 3 febbraio 1954 |
| 10     | Plymouth Argyle      | 0-2       | Doncaster Rovers    | 30 gennaio 1954 |
| 11     | Scunthorpe United    | 1-1       | Portsmouth          | 30 gennaio 1954 |
| Replay | Portsmouth           | 2-2       | Scunthorpe United   | 3 febbraio 1954 |
| Replay | Scunthorpe United    | 0-4       | Portsmouth          | 8 febbraio 1954 |
| 12     | Cardiff City         | 0-2       | Port Vale           | 30 gennaio 1954 |
| 13     | Arsenal              | 1-2       | Norwich City        | 30 gennaio 1954 |
| 14     | Stoke City           | 0-0       | Leicester City      | 30 gennaio 1954 |
| Replay | Leicester City       | 3-1       | Stoke City          | 2 febbraio 1954 |
| 15     | Headington United    | 2-4       | Bolton Wanderers    | 30 gennaio 1954 |
| 16     | Leyton Orient        | 2-1       | Fulham              | 30 gennaio 1954 |

## Quinto turno
| N°     | Casa                 | Punteggio | Trasferta         | Data             |
| ------ | -------------------- | --------- | ----------------- | ---------------- |
| 1      | Preston North End    | 6-1       | Ipswich Town      | 20 febbraio 1954 |
| 2      | Sheffield Wednesday  | 3-1       | Everton           | 20 febbraio 1954 |
| 3      | Bolton Wanderers     | 0-0       | Portsmouth        | 20 febbraio 1954 |
| Replay | Portsmouth           | 1-2       | Bolton Wanderers  | 24 febbraio 1954 |
| 4      | West Bromwich Albion | 3-2       | Newcastle United  | 20 febbraio 1954 |
| 5      | Norwich City         | 1-2       | Leicester City    | 20 febbraio 1954 |
| 6      | Hull City            | 1-1       | Tottenham Hotspur | 20 febbraio 1954 |
| Replay | Tottenham Hotspur    | 2-0       | Hull City         | 24 febbraio 1954 |
| 7      | Port Vale            | 2-0       | Blackpool         | 20 febbraio 1954 |
| 8      | Leyton Orient        | 3-1       | Doncaster Rovers  | 20 febbraio 1954 |

## Sesto turno
| N°     | Casa                 | Punteggio | Trasferta           | Data          |
| ------ | -------------------- | --------- | ------------------- | ------------- |
| 1      | Leicester City       | 1-1       | Preston North End   | 13 marzo 1954 |
| Replay | Preston North End    | 2-2       | Leicester City      | 17 marzo 1954 |
| Replay | Leicester City       | 1-3       | Preston North End   | 22 marzo 1954 |
| 2      | Sheffield Wednesday  | 1-1       | Bolton Wanderers    | 13 marzo 1954 |
| Replay | Bolton Wanderers     | 0-2       | Sheffield Wednesday | 17 marzo 1954 |
| 3      | West Bromwich Albion | 3-0       | Tottenham Hotspur   | 13 marzo 1954 |
| 4      | Leyton Orient        | 0-1       | Port Vale           | 13 marzo 1954 |

## Semifinali
| Manchester 27 marzo 1954, ore 15:00 | Preston N.E. | 2 – 0 | Sheffield Weds | Maine Road |

| Birmingham 27 marzo 1954, ore 15:00                              | West Bromwich | 2 – 1     | Port Vale | Villa Park (68.221 spett.) |
| \| \| \| \| \| 62’ Allen 70’ (rig.) \| Marcatori \| 40’ Leake \| |               |           |           |                            |
|                                                                  |               |           |           |                            |
| 62’ Allen 70’ (rig.)                                             | Marcatori     | 40’ Leake |           |                            |

## Finale
| Arbitro: | A. Luty |

|                                  |           |                         |
| Allen 21’ 63’ (rig.) Griffin 87’ | Marcatori | 35’ Morrison 51’ Wayman |

| West Bromwich | Preston N.E. |